# IPhone 8
iPhone 8 – smartfon zaprojektowany i sprzedawany przez firmę Apple. Został zaprezentowany 12 września 2017, wraz z iPhonem 8 Plus i iPhonem X. Początek jego sprzedaży zaplanowano na 22 września. Smartfon jest następcą iPhone’a 7.

## Specyfikacja
iPhone 8 dostępny jest w trzech wariantach kolorystycznych: złotym, srebrnym i gwiezdnej szarości; oraz w dwóch wersjach pojemności: 64 GB, 128 i 256 GB. Jest odporny na zachlapania, wodę oraz pył (klasa IP67 zgodnie z normą IEC 60529 (maksymalna głębokość 1 m do 30 minut)). Posiada czip A11 Bionic i system Neural Engine oraz czytnik linii papilarnych w przycisku Początek (Touch ID). Można płacić nim w sklepach, aplikacjach i internecie za pomocą Touch ID.

## Wyświetlacz
- Wyświetlacz Retina HD
- Panoramiczny wyświetlacz LCD Multi-Touch o przekątnej 4,7 cala, wykonany w technologii IPS
- Rozdzielczość 1334 x 750 pikseli przy 326 pikselach na cal
- Kontrast 1400:1 (typowo)
- Wyświetlacz True Tone
- Wyświetlacz z szeroką gamą kolorów (P3)
- 3D Touch
- Jasność maks. 625 nitów (typowo)
- Piksele dual-domain zapewniające widoczność pod szerszym kątem
- Powłoka oleofobowa odporna na odciski palców
- Jednoczesne wyświetlanie informacji w wielu językach i zestawach znaków
- Zoom ekranu
- Łatwy dostęp

## Aparat
- Aparat 12 MP z obiektywem szerokokątnym
- Obiektyw szerokokątny: przysłona ƒ/1,8
- Maks. 5-krotny zoom cyfrowy
- Optyczna stabilizacja obrazu
- Sześcioelementowy obiektyw
- Flesz LED True Tone z trybem Slow Sync
- Panorama (do 63 MP)
- Live Photo ze stabilizacją obrazu
- Szeroka gama kolorów na zdjęciach i Live Photo
- Tryb automatycznego HDR dla zdjęć
- Automatyczna stabilizacja obrazu
- Tryb zdjęć seryjnych
- Dodawanie geoznaczników do zdjęć
- Zapisywane formaty zdjęć: HEIF i JPEG

## Nagrywanie wideo
- Nagrywanie wideo 4K z częstością 24 kl./s, 30 kl./s lub 60 kl./s
- Nagrywanie wideo HD 1080p z częstością 30 kl./s lub 60 kl./s
- Nagrywanie wideo HD 720p z częstością 30 kl./s
- Optyczna stabilizacja obrazu podczas nagrywania wideo
- Flesz LED True Tone
- W zwolnionym tempie w jakości 1080p z częstością 120 kl./s lub 240 kl./s
- Wideo poklatkowe ze stabilizacją obrazu
- Filmowa stabilizacja obrazu wideo (1080p i 720p)
- Wideo z ciągłym autofokusem
- Robienie zdjęć 8 MP podczas nagrywania wideo 4K
- Powiększanie obrazu podczas odtwarzania
- Rejestrowane formaty wideo: HEVC i H.264

## Aparat FaceTime HD
- Aparat 7 MP
- Przysłona ƒ/2,2
- Nagrywanie wideo HD 1080p z częstością 30 kl./s
- Retina Flash
- Szeroka gama kolorów na zdjęciach i Live Photo
- Tryb automatycznego HDR dla zdjęć
- Automatyczna stabilizacja obrazu
- Tryb zdjęć seryjnych

## Lokalizacja
- Wbudowany GPS/GNSS
- Kompas cyfrowy
- Wi‑Fi
- Sieć komórkowa
- Mikrolokalizacja iBeacon

## Rozmowy wideo i audio
- Wideo FaceTime w sieciach Wi‑Fi lub komórkowych
- Audio FaceTime
- Voice over LTE (VoLTE)
- Rozmowy telefoniczne przez Wi‑Fi

## Odtwarzanie dźwięku
- Obsługiwane formaty audio: AAC-LC, HE-AAC, HE-AAC v2, Protected AAC, MP3, Linear PCM, Apple Lossless, FLAC, Dolby Digital (AC-3), Dolby Digital Plus (E-AC-3), Audible (formaty 2, 3 i 4, Audible Enhanced Audio, AAX i AAX+)
- Odtwarzanie dźwięku stereo
- Konfigurowany przez użytkownika maksymalny poziom głośności

## Odtwarzanie wideo
- Obsługiwane formaty wideo: HEVC, H.264, MPEG-4 część 2 i Motion JPEG
- Obsługa formatów Dolby Vision i HDR10
- Klonowanie AirPlay i przesyłanie zdjęć oraz wideo do urządzenia Apple TV (2. lub nowszej generacji)
- Klonowanie wideo i wyjście wideo: maksymalnie 1080p przez przejściówkę ze złącza Lightning na cyfrowe AV lub przejściówkę ze złącza Lightning na VGA

## Czujniki
- Czytnik linii papilarnych Touch ID
- Barometr
- Żyroskop trójosiowy
- Przyspieszeniomierz
- Czujnik zbliżeniowy
- Czujnik oświetlenia zewnętrznego